# Triforium
Triforium (latin, egentlig tredelt muråbning, trillingbue) kaldes i større middelalderlige kirker de åbninger, som gennembryder midtskibets vægflade over arkaderne mellem midtskib og sideskibe og under vinduerne i højkirken (øverste del af det højere midtskib). Bag disse åbninger, der af og til, men dog ikke altid, er tredelte, kan der være en smal gang med passage fra korparti til kirketårn, men triforium kan også forbinde midtskibet med rummet under sideskibenes tage eller med øvre etager i sideskibene (se empore). Af denne art er de tredelte triforier i Lund, Viborg og Ribe Domkirker, medens den smalle murgang for eksempel findes i Trondhjems Domkirke.